# Desert Blossoms
Desert Blossoms er en amerikansk stumfilm fra 1921 af Arthur Rosson.

## Medvirkende
- William Russell som Stephen Brent
- Helen Ferguson som Mary Ralston
- Wilbur Higby som James Thornton
- Willis Robards som Henry Ralston
- Margaret Mann som Mrs. Thornton
- Dulcie Cooper som Lucy Thornton
- Charles Spere som Bert Thornton
- Gerald Pring som Mr. Joyce